# 下関市立考古博物館
下関市立考古博物館（しものせきしりつこうこはくぶつかん）、は山口県下関市大字綾羅木にある公立の考古博物館。

## 概要
1995年（平成7年）5月13日に開館した。国の史跡である綾羅木郷遺跡に隣接している。屋外の遺跡公園は「史跡の道」ルート上に位置し、古墳や竪穴建物も復元されている。館内には下関市域を中心とした弥生時代・古墳時代の考古資料を展示し、研究の成果として企画展も毎年開催しており、市民が参加する体験学習や教養講座の開催などの教育普及活動にも取り組んでいる。常設展と企画展の観覧料は無料（特別展は別に定める）。
2020年（令和2年）、新型コロナウィルス対応により一時休館していたが、5月26日より再開した。

## アクセス
- 車の場合
  - 県道248号線沿い
  - 中国自動車道下関インターチェンジより約20分
- バスの場合
  - サンデン交通「郷台地入口」バス停より徒歩約5分
- 電車の場合
  - JR西日本山陰本線梶栗郷台地駅から徒歩約5分
  - 綾羅木駅からタクシーで約3分（徒歩約15分）

## 利用情報
- 開館時間 - 9時30分～17時（最終入館16時30分）
- 休館日 - 毎週月曜日、12月28日～1月4日
- 観覧料 - 常設展・企画展は無料（特別展は別に定める）
- その他
  - 補助犬（盲導犬、聴導犬、介助犬）同伴可
  - バリアフリー対応
  - 車椅子貸し出し可能（3台）
  - ベビーカー貸し出し可能（1台）